# USCGC Eagle (WIX-327)
Pour les articles homonymes, voir Eagle.
L’Eagle, ou USCGC Eagle (WIX-327), anciennement Horst Wessel, est un trois-mâts barque utilisé comme navire-école de formation pour les futurs officiers de l'United States Coast Guard. En 2011, c'est l'un des deux seuls bateaux à voile actifs dans la marine américaine, avec l'USS Constitution. C'est aussi le septième navire militaire ou des garde-côtes à porter le nom Eagle depuis 1792.
Chaque été, l'Eagle effectue des croisières avec les cadets de l'United States Coast Guard Academy pour des périodes allant d'une semaine à deux mois. Ces croisières remplissent plusieurs rôles ; la mission première est la formation des élèves-officiers, la seconde est un rôle de relations publiques en participant aux grands rassemblements de voiliers et Tall Ships' Races à travers le monde.

## Histoire

### LeHorst Wessel
En vertu du traité de Versailles, l'Allemagne ne pouvait pas être militarisée. Hitler a ordonné la création de ce voilier et de ses sister-ships pour la formation des cadets de la Kriegsmarine. Leurs salles des machines sont identiques à celles de leurs U-boote.
Au commencement de la Seconde Guerre mondiale, la Kriegsmarine a déjà formé bon nombre de ses sous-mariniers machinistes et officiers.

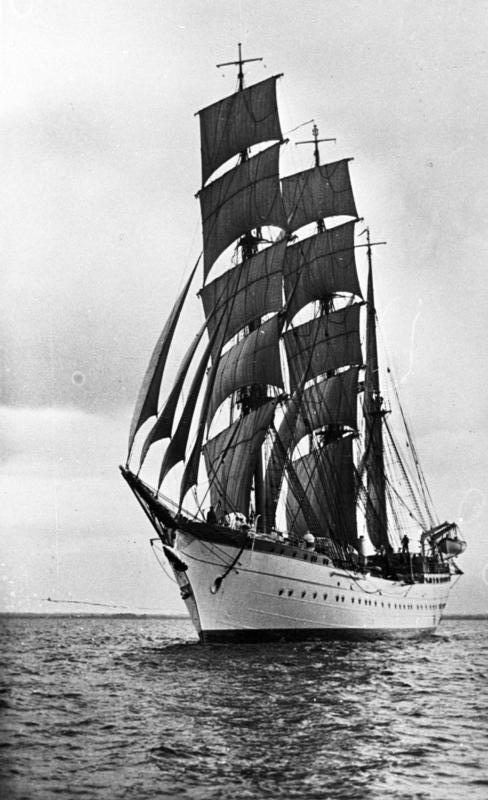
Le Horst Wessel en 1936.

Le Horst Wessel a été construit en 1936 au chantier naval Blohm & Voss de Hambourg comme le Gorch Fock I (1933) devenu le Tovarishch russe, l'Albert Leo Schlageter (1937) devenu le Sagres III portugais et le Mircea (1939) devenu roumain.
Il a été lancé le 13 juin 1936. Il porte le nom du membre du parti nazi, Horst Wessel. Il rejoint le port de Kiel, en mer Baltique, le 17 septembre 1936. Il entreprit de nombreuses croisières de formation dans les eaux européennes mais aussi aux Caraïbes.
En 1939, il est converti en cargo, pour le transport des troupes et du ravitaillement, dans toute la mer Baltique, tout en continuant des missions de formation. Il était équipé de deux canons antiaériens.

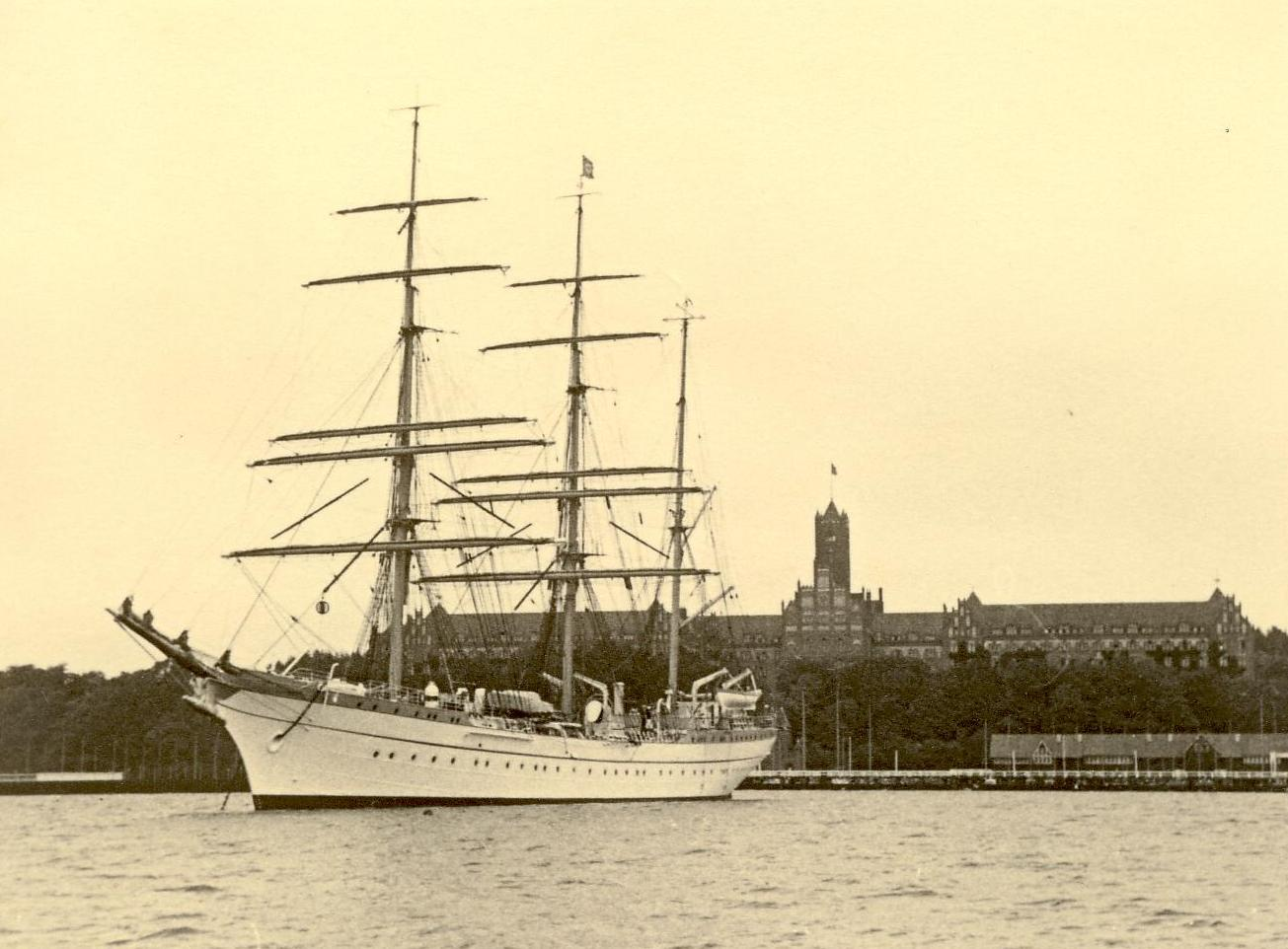
Le Horst Wessel et l'Académie navale de Mürwik à Flensburg (1937).

À la fin de la Seconde Guerre mondiale, les quatre sister-ships sont distribués aux différentes nations au titre des dommages de guerre. Le Gorch Fock est attribué à l'URSS en prenant le nom de Tovarichtch, désormais bateau-musée. L'Albert Leo Schlageter est attribué au Portugal : il porte le nom de Sagres II. Quant au Mircea, il est achevé et vendu à la Roumanie.
Le Horst Wessel est attribué aux États-Unis comme prise de guerre. Il a été envoyé à Wilhelmshaven en Allemagne pour réparation et modification. Le 15 mai 1946, il prend le nom de Eagle. Il est attribué à l'US Coast Guard et rejoint son port d'attache, New London dans le Connecticut.
Plus tard, l'Allemagne de l'Ouest construit un nouveau navire de même classe, le Gorch Fock II pour son propre usage.

### L’Eagle
L'Eagle est légèrement plus grand que son sister-ship, le Gorch Fock I.
Il déplace 1 824 tonnes. La coque est en acier de 10 mm d'épaisseur. Il y a deux longs ponts en acier. Les gaillards d'avant et arrière sont en acier recouvert de trois pouces de teck, ainsi que les deux ponts.
Il dispose de deux moteurs auxiliaire diesel pouvant lui donner une autonomie moteur de 5 450 milles marins (environ 10 000 km) à une vitesse moyenne de 7,5 nœuds (14 km/h). Ceux-ci ont remplacé, en 1982, les moteurs allemands d'origine, lors d'un passage au chantier naval de Curtis Bay, près de Baltimore, dans le Maryland.
Au niveau de l'arbre d'hélice, celui-ci peut être découplé des moteurs et des réducteurs de vitesse, diminuant ainsi son effet pendant que le navire est à voile.
Il peut atteindre, avec ses 2 050 m2 de voiles, une vitesse de 19 nœuds. Pour protéger celles-ci du frottement des cordages, le navire utilise largement les baggywrinkles.
Le navire a subi de nombreux radoubs depuis son acquisition en 1946.
En 1972, après un accident de mâture, en passant sous le Gold Star Memorial Bridge dans le Connecticut, le mât principal et le mât de misaine ont été raccourcis de façon être à la même hauteur.
Il a remporté deux fois le Boston Teapot Trophy, en 1972 et 1973, sa meilleure performance étant de 1 100 milles en 124 heures.
En 1986, lors du changement des moteurs, d'autres travaux ont été effectués pour assurer un meilleur accueil et couchage des élèves-officiers, ainsi que des nouveaux appareillages électroniques (radar de navigation, équipement radio...) et de nouveaux compartimentages étanches.
Durant ses diverses croisières, l'Eagle a participé à diverses Tall Ships' Races, courses et rassemblements divers à travers le monde.
L'Eagle a un équipage permanent de 6 officiers et 56 marins, sur ses missions de formation et peut porter ses effectifs jusqu'à 12 officiers, 68 membres d'équipage et 150 élèves-officiers.

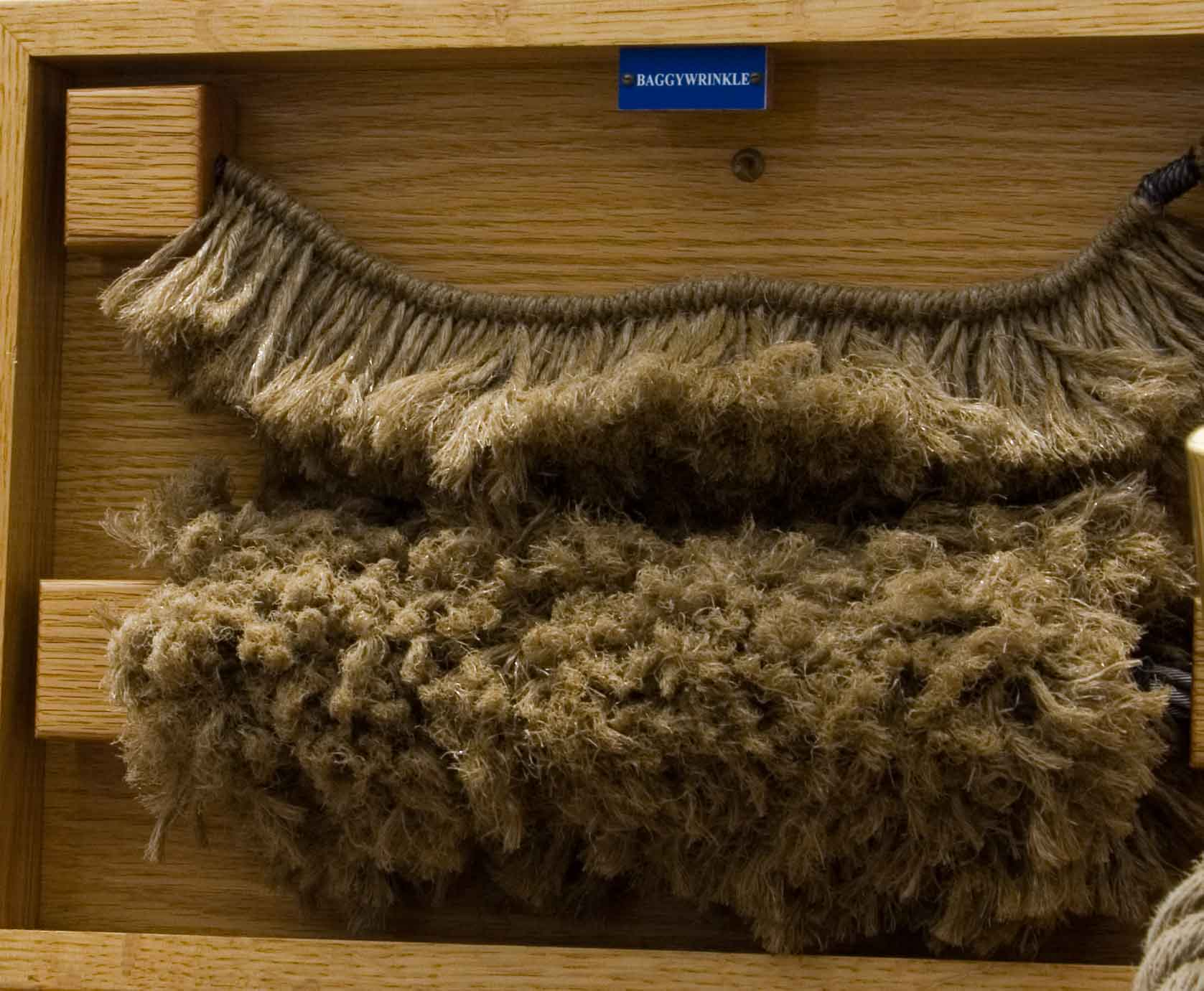
Baggywrinkle

## Galerie d'images
|  |  |